# Marit van Eupen
Marit van Eupen (26 de septiembre de 1969, Arnhem) es una remera de los Países Bajos.
Junto con Kirsten van der Kolk  participó en los Juegos Olímpicos de Sídney 2000, donde acabaron en sexta posición en el doble scull ligero. Cuatro años más tarde participaron en los Juegos Olímpicos de Atenas 2004, donde ganaron la medalla de bronce. Después de este evento participó en el scull individual, especialidad no olímpica en la que consiguió se campeonato del mundo en 2005 (Gifu), 2006 (Eton) y 2007 (Múnich). En 2008, y nuevamente junto a van der Kolk, fueron segundas en la Copa del Mundo de Lucerna, con lo que se clasificaron para los Juegos Olímpicos nuevamente. En esta ocasión, en Pekín 2008 ganaron el oro olímpico.